# Pio Gaddi
Pio Gaddi (Roma, 15 de marzo de 1929) es un exjudoka y entrenador de judo italiano.
Empezó a practicar judo bajo la dirección de Ken Noritomo Otani maestro del Kodokan y el maestro Thomas Betti Berutto, ganador en 1952 en el Campeonato de Europa en París. Luego, después de retirarse de la competición, se fundirá y directo 1958-1978 el gimnasio Judokwai de Roma. 
Cómo árbitro internacional desde 1958 dirigió hasta 1989 40 campeonatos de Europa, 15 campeonatos mundiales y cuatro Juegos Olímpicos. Maestro y meritorio del árbitro fue ascendido a 8 dan de FIJLKAM en 2007 fue galardonado con un Oscar en 2008 por las actividades puridecennale Budo en el servicio del Judo italiano.
- Datos: Q16590759